# Distretto di Thoai Son
Il distretto di Thoai Son (vietnamita: Thoại Sơn) è un distretto (huyện) della provincia di An Giang, nel Vietnam meridionale. Si trova nella regione del Delta del Mekong, nei pressi del confine con la Cambogia.
Occupa una superficie di 456 km² e la popolazione è di 187.620 abitanti (stima del 2003), il capoluogo è Nui Sap.
All'interno del distretto, di particolare rilevanza storica è il sito archeologico di Óc Eo, importante porto del Regno del Funan nel I millennio d.C.